# Metrostation Shenoy Nagar

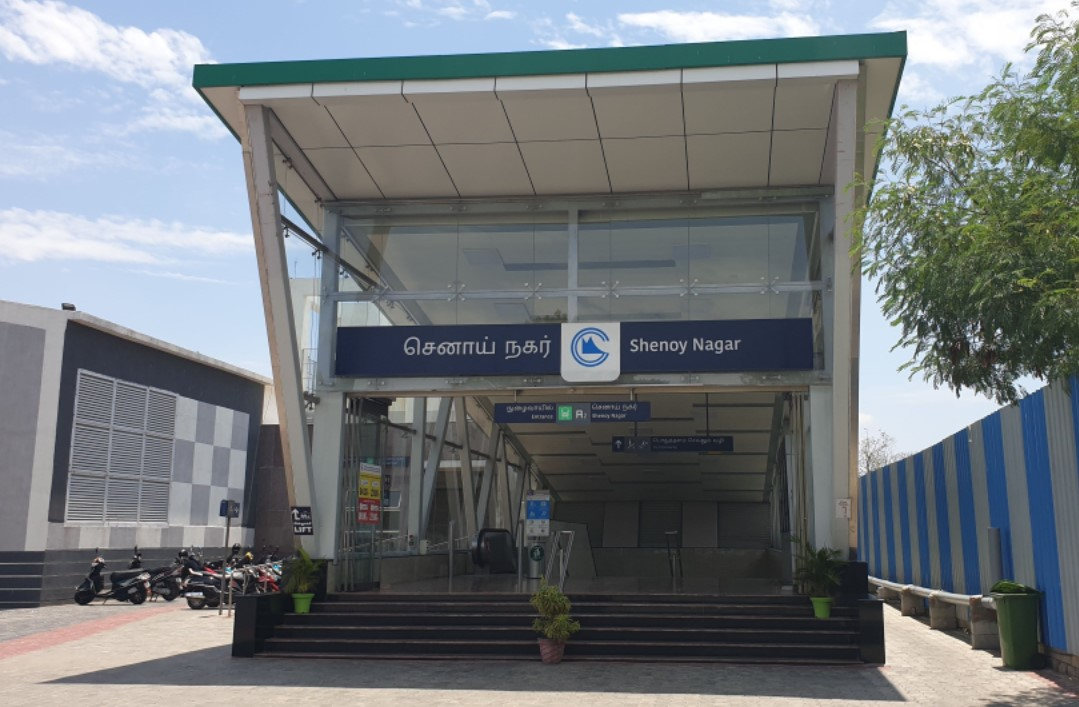
Metrostation Shenoy Nagar (2022)

Die Metrostation Shenoy Nagar Nagar (Tamil: செனாய் நகர்) ist ein unterirdischer U-Bahnhof der Metro Chennai. Er wird von der Grünen Linie bedient.
Die Metrostation Shenoy Nagar befindet sich unterhalb der Grünanlage Thiru Vi Ka Park im Stadtteil Shenoy Nagar im Nordwesten Chennais. Sie besitzt einen Mittelbahnsteig mit Bahnsteigtüren. Die Metrostation Shenoy Nagar wurde am 14. Mai 2017 eröffnet.